# 卡拉奇城市站
卡拉奇城市站（英語：Karachi City railway station）是巴基斯坦卡拉奇的一座鐵路車站，啟用於1864年，為該國最古老的鐵路車站之一，前身為麥克勞德站（英語：McLeod Station），1905年更為現名。
由於土地短缺問題，市內大部分客運列車和運輸已從該站轉移至喀拉蚩營地車站。